# Championnat d'Angola de football 2008
Navigation
Saison précédente Saison suivante
La saison 2008 du Championnat d'Angola de football est la trentième édition de la première division en Angola. Les quatorze meilleures équipes du pays sont regroupées au sein d'une poule unique où elles s'affrontent deux fois, à domicile et à l'extérieur. En fin de saison, les trois derniers sont relégués et remplacés par les trois meilleurs clubs de Gira Angola, la deuxième division angolaise.
C'est le club du Petro Luanda qui remporte le championnat cette saison après avoir terminé en tête du classement, avec neuf points d'avance sur Primeiro de Agosto et quatorze sur le Clube Recreativo Desportivo Libolo, l'un des clubs promus. C'est le 14e titre de champion d'Angola de l'histoire du club.
Le vainqueur du championnat et son dauphin se qualifient pour la Ligue des champions de la CAF, tandis que le vainqueur de la Taça Angola obtient son billet pour la Coupe de la confédération, tout comme le troisième du classement général.

## Clubs participants
- Primeiro de Agosto
- Kabuscorp SC - Promu de Gira Angola
- Inter Luanda
- Petro Luanda
- Sport Lubango e Benfica
- Atlético Sport Aviação
- Sagrada Esperança
- Sport Luanda e Benfica
- Santos Futebol Clube de Angola
- Onze Bravos do Maqui - Promu de Gira Angola
- Petro Atlético Huambo
- EC Primeiro de Maio
- Desportivo Huila
- Clube Recreativo Desportivo Libolo - Promu de Gira Angola

## Compétition
Le barème de points servant à établir les classements se décompose ainsi :
- Victoire : 3 points
- Match nul : 1 point
- Défaite : 0 point

### Classement
| Rang | Équipe                              | Pts | J  | G  | N  | P  | Bp | Bc | Diff |
| ---- | ----------------------------------- | --- | -- | -- | -- | -- | -- | -- | ---- |
| 1    | Petro Luanda                        | 58  | 26 | 17 | 7  | 2  | 47 | 18 | +29  |
| 2    | Primeiro de Agosto                  | 49  | 26 | 13 | 10 | 3  | 37 | 16 | +21  |
| 3    | Clube Recreativo Desportivo LiboloP | 44  | 26 | 12 | 8  | 6  | 29 | 24 | +5   |
| 4    | Santos Futebol Clube de AngolaC     | 39  | 26 | 10 | 9  | 7  | 28 | 23 | +5   |
| 5    | Sport Luanda e Benfica              | 37  | 26 | 10 | 7  | 9  | 33 | 28 | +5   |
| 6    | EC Primeiro de Maio                 | 35  | 26 | 9  | 8  | 9  | 18 | 25 | -7   |
| 7    | Atlético Sport Aviação              | 33  | 26 | 8  | 9  | 9  | 24 | 25 | -1   |
| 8    | Inter LuandaT                       | 31  | 26 | 8  | 7  | 11 | 20 | 29 | -9   |
| 9    | Desportivo Huila                    | 31  | 26 | 6  | 13 | 7  | 23 | 26 | -3   |
| 10   | Kabuscorp SCP                       | 31  | 26 | 8  | 7  | 11 | 25 | 26 | -1   |
| 11   | Onze Bravos do MaquiP               | 29  | 26 | 9  | 2  | 15 | 29 | 32 | -3   |
| 12   | Sagrada Esperança                   | 28  | 26 | 6  | 10 | 10 | 20 | 27 | -7   |
| 13   | Petro Atlético Huambo               | 24  | 26 | 6  | 6  | 14 | 21 | 33 | -12  |
| 14   | Sport Lubango e Benfica             | 21  | 26 | 4  | 9  | 13 | 14 | 36 | -22  |

|  | Qualification pour la Ligue des champions de la CAF 2009                  |
|  | Qualification pour la Coupe de la confédération 2009                      |
|  | Relégation directe en Gira Angola                                         |
|  | T: Tenant du titre C: Vainqueur de la Taça Angola P: Promu de Gira Angola |

## Bilan de la saison
| Championnat d'Angola de football 2008 |                                    |
| Champion                              | Petro Luanda (14e titre)           |
| Coupes et trophées                    |                                    |
| Vainqueur de la Coupe d'Angola 2008   | Santos Futebol Clube de Angola     |
| Qualifications continentales          |                                    |
| Ligue des champions de la CAF 2009    | Petro Luanda                       |
| Ligue des champions de la CAF 2009    | Primeiro de Agosto                 |
| Coupe de la confédération 2009        | Clube Recreativo Desportivo Libolo |
| Coupe de la confédération 2009        | Santos Futebol Clube de Angola     |
| Promotions et relégations             |                                    |
| Promus en Girabola                    | Académica Petróleo Kwanda Soyo     |
| Promus en Girabola                    | Académica Lobito                   |
| Promus en Girabola                    | Recreativo da Caála                |
| Relégués en Gira Angola               | Sagrada Esperança                  |
| Relégués en Gira Angola               | Petro Atlético Huambo              |
| Relégués en Gira Angola               | Sport Lubango e Benfica            |